# Эльслер, Тереза
Тере́за Э́льслер (нем. Therese Elßler; род. 5 апреля 1808, Гумпендорф (ныне в черте Вены), Австрийская империя — 19 ноября 1878, Мерано, Южный Тироль, королевство Австро-Венгрия) — австрийская танцовщица, старшая сестра балерины Фанни Эльслер, морганатическая супруга принца Адальберта Прусского (в браке получила титул баронессы фон Барним).

## Биография
Тереза, как и её младшая сестра Франциска, родились в деревушке Гумпендорф, неподалёку от австрийской столицы (ныне венский район Мариахильф). Их отец, Иоганн Флориан Эльслер, — а до него дед, Йозеф Эльслер, служили камердинерами и переписчиками нот у композитора Йозефа Гайдна. Мать, Тереза Принстер, была швеёй. В семье было пятеро детей: старшая Анна служила в театре мимисткой, из двоих братьев один стал монахом, а другой работал хормейстером в Берлинской опере. После смерти Гайдна в 1809 году семья, оставшаяся без основного дохода, жила в бедности — тем не менее, дети росли в атмосфере музыки, театра.   
Принято считать, что младшие девочки, Тереза и Фанни, начали учиться танцу при театре «Ан дер Вин», в школе танцмейстера Фридриха Хоршельта (по этому поводу существует несколько исторических анекдотов, однако историк балета Айвор Гест не нашёл никаких документальных подтверждений данного факта). Известно, что самого детского возраста сёстры выступали на сцене другого венского театра — «У Каринтийских ворот» (Тереза впервые вышла на его сцену в 1817 году, её сестра — в 1818-м). Возможно, они обе занимались в классе Жана Омера, который работал в Вене с 1814 по 1820 год — тем не менее, им явно не хватило академического образования, что отмечается исследователями творчества Фанни. 
В 1825 году по указанию директора Доменико Барбайя, который также управлял театром «Сан-Карло», юные сёстры — Терезе было семнадцать, Фанни едва исполнилось пятнадцать — отправились работать в Неаполь (историк балета В. М. Красовская предполагает здесь интригу с участием принца Леопольда). Они выступали в «Сан-Карло» с июля 1825 по начало января 1827 года, дебютировав в балете Гаэтано Джойи «Цезаре в Египте». Также участвовали в постановке его балета «Акбар Великий» (1826; из-за смерти балетмейстера был закончен Сальваторе Тальони), выступали в «Дидоне» и «Жанне д’Арк» Сальваторе Вигано, исполняли небольшие партии в «Альцибиаде» и «Гневе Ахилла» Филиппо Тальони. Последними их выступлениями стали «Селико» Луи Анри и премьера балета Паоло Саменго «Пемил» 1 января 1827 года — после чего сестры были вынуждены вернуться в Вену из-за беременности Фанни в результате скандальной связи с принцем Леопольдом. 
Осенью 1830 года, когда директором «Кернтнертор-театра» стал Луи Дюпор, сёстры заключили контракт на несколько выступлений в Берлинской государственной опере. Воспитанные на итальянской школе и итальянском репертуаре, они были недовольны французским подходом: «Мы пытаемся руками и ногами отделаться от господина Дюпора, поскольку он не предлагает ничего нового» — писала Фанни в 1831 году. 
Ещё в Вене сёстры начали свои «опыты в характерном танце» — этой важной составной балетного романтизма. В августе 1835 года, сразу после премьеры провалившегося балета Луи Анри «Остров пиратов», сёстры отправились в Берлин, где за три месяца выступили шестьдесят раз. В январе 1836 года они вернулись в Париж. 
В 1838—1839 годах совместно с Эженом Скрибом, который уже восемь лет не писал сценариев для балета, Тереза работала над либретто для своего балета «Вольер, или Птицы Бокаччо». Комедийный спектакль, поставленный ею специально для сестры, дал той возможность блеснуть как актёрскими, так и техническими гранями своего дарования. «…Прежде всего воздадим должное хорошему вкусу мадемуазель Терезы Эльслер, не допустившей в своём хореографическом труде ни одного мужского па» — писал после премьеры Теофиль Готье. Сцену, в которой старшая Тереза учила танцевать младшую Фанни, и где обе сестры танцевали в унисон, он назвал «верхом эффектности, точности и правильности», добавив, что нет «ничего более чарующего и гармоничного для взора, нежели этот танец — быстрый и точный». Публика переполняла театр ради па-де-де сестёр Эльслер — однако было дано лишь четыре представления этого спектакля, поставленного Луи Виардо в ряд «самых неудачных балетов последнего времени». 
Тереза нередко подвергалась критике за свой высокий рост. Франц Грильпарцер, увидевший её выступление в «Буре» 2 мая 1836 года, записал в своём дневнике: «Тереза — Страсбургский собор или башня Св. Стефана, пустившиеся в пляс, — понравилась мне так же мало, как и в Вене, хотя проделывала удивительные штуки и обладает всеми достоинствами грации, какие допускают обстоятельства».
Мария Тальони, защищавшая позиции сольного танца перед дуэтным, утверждала, что безобразные «гротескные группы» с опорой на танцовщика вошли в моду с подачи сестёр Эльслер:

«Началом этого безвкусия мы обязаны сёстрам Эльслер. Старшая, Тереза, обладала рослым, слишком даже рослым сложением. Она переодевалась мужчиной  и, с вошедшей в привычку ловкостью, заставляла вертеться сестру Фанни. Ансамбль производил большой эффект, но это нельзя было назвать искусством»— Мария Тальони
Покорив своим искусством и красотой первые столицы Европы и добившись славы в Америке в 1841 году, разбогатевшие сёстры ушли со сцены. Фанни выступила в последний раз в 1851 году в Вене, впоследствии жила в поместье в Гамбурге, а в 1854 году переехала в Вену.

### Личная жизнь
Тереза Эльслер вышла замуж за младшего брата прусского короля Фридриха Вильгельма III принца Адальберта Прусского (1811—1873), благодаря чему король Фридрих Вильгельм IV дал ей титул баронессы фон Барним. Единственный сын Терезы и Адальберта, Адальберт фон Барним (1841—1860) умер от лихорадки во время экспедиции по Нилу. 
С 1873 года овдовевшая Тереза жила в Гомбурге. Она умерла в тирольском городе Мерано
19 ноября 1878 в возрасте 70 лет. Её останки были перевезены в Берлин и погребены на кладбище Инвалиденфридхоф.

## Репертуар
- январь? 1836 — «Буря» Жана Коралли
- 5 мая 1838 — Помещица, владелица сада*, «Вольер, или Птицы Бокаччо» в собственной постановке (Зое — Фанни Эльслер)
- 28 января 1839 — Маб, королева цыган*, «Цыганка» Жозефа Мазилье

## Постановки
- 5 мая 1838 — «Вольер, или Птицы Бокаччо» на музыку Казимира Жида[фр.] (собственное либретто в соавторстве с Эженом Скрибом)